# OVO (album)
Pour les articles homonymes, voir OVO.
Albums de Peter Gabriel
Secret World Live
(1994) Long Walk Home
(2002)
Bandes originales de Peter Gabriel
Passion
(1989) Long Walk Home
(2002)
OVO est un album de Peter Gabriel, enregistré entre la fin 1998 et octobre 1999 et sorti en 2000 sur le label Real World.
C'est la musique qui a été utilisée pour le spectacle du Dôme du Millénaire.
Parmi les chanteurs figurent Neneh Cherry, Rasco, Richie Havens, Elizabeth Fraser et Paul Buchanan du groupe The Blue Nile. Peter Gabriel y chante Father, Son, The Tower That Ate People, White Ashes, et Downside Up.

## Liste des chansons
1. The Story of OVO – 5:21
2. Low Light – 6:37
3. The Time of the Turning – 5:06
4. The Man Who Loved the Earth/The Hand That Sold Shadows – 4:15
5. The Time of the Turning (Reprise)/The Weaver's Reel – 5:37
6. Father, Son – 4:55
7. The Tower That Ate People – 4:49
8. Revenge – 1:31
9. White Ashes – 2:34
10. Downside-Up – 6:04
11. The Nest That Sailed the Sky – 5:05
12. Make Tomorrow – 10:01